# Réalisateur artistique
Ne doit pas être confondu avec réalisateur ou producteur de musique.

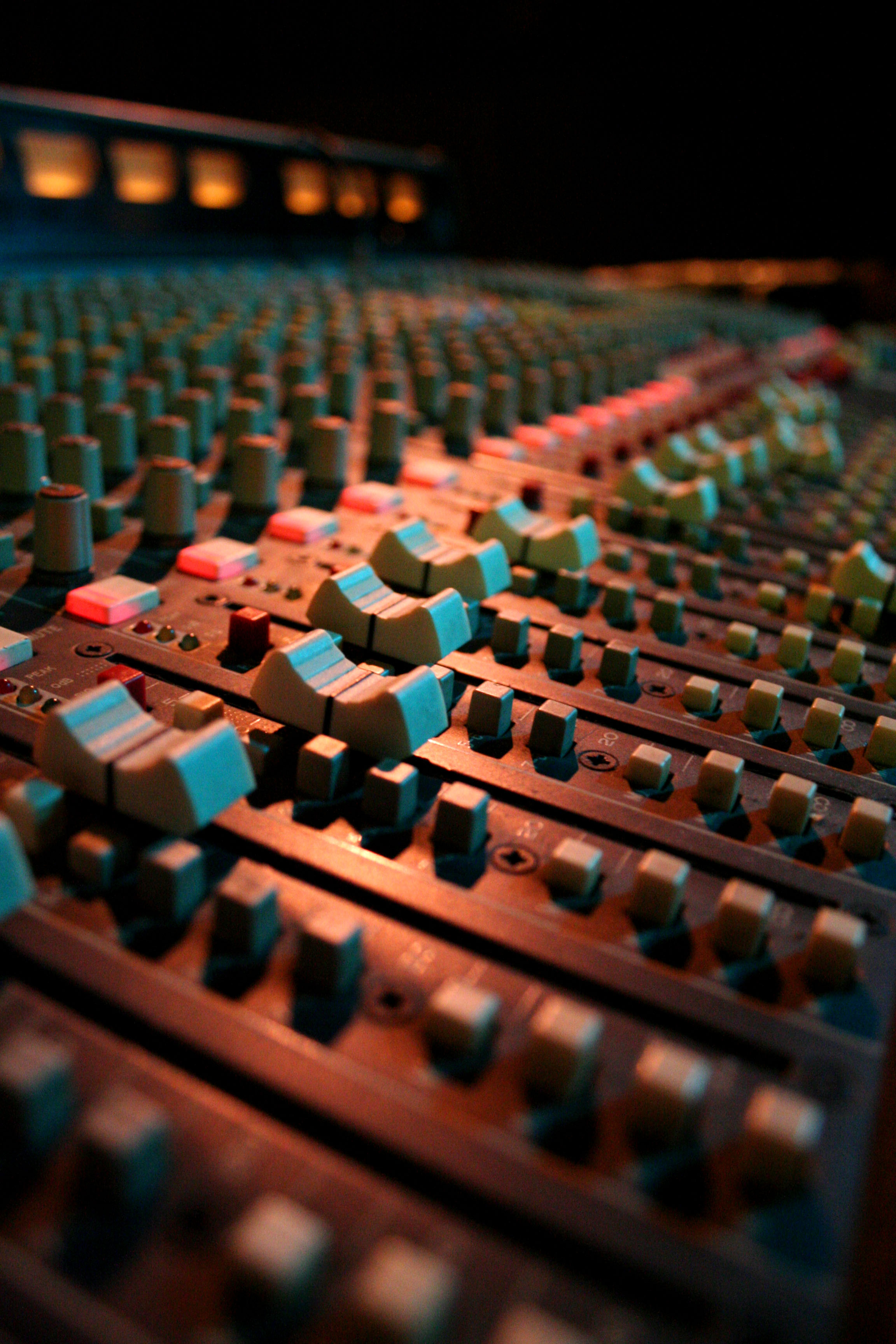
Table de mixage audio

Le réalisateur artistique, parfois simplement appelé réalisateur, est le responsable artistique et technique de la réalisation musicale d'un projet d'enregistrement, depuis son début jusqu'au mastering. Son rôle traditionnel consiste à sélectionner les studios d'enregistrements et réserver les crénaux horaires nécessaires, à  accompagner et guider les artistes interprètes, et à diriger les séances d'enregistrements et de mixage. Il dirige également le travail des musiciens, de l'ingénieur du son et du mixeur, éventuellement en accord avec le producteur exécutif et l'éditeur.
Son rôle est essentiel dans le résultat final. De lui dépendent le style musical et sonore des projets musicaux. Ce travail requiert un ensemble de qualités diverses : psychologie, rigueur, compétences musicales, et une bonne expérience des activités en studios d'enregistrement.
Pour un film, un projet multimédia, une publicité, on parle parfois de « réalisateur sonore ».

## Rôle
Le réalisateur artistique travaille sur la mise en œuvre et sur la cohérence (par le son, par son attitude, par son inscription ou non dans une époque, ou un mouvement musical, etc.) d'un album ou d'un titre de musique.
Il est chargé de la direction artistique et devient même parfois arrangeur voire co-compositeur puisqu'il peut suggérer des arrangements musicaux.
Pour cela, il contrôle les sessions d'enregistrement, accompagne et guide les interprètes, supervise les enregistrements, le mixage audio et le mastering.
Son rôle est de contribuer à améliorer l’œuvre de manière créative tout en restant fidèle à l'identité de l'artiste. Il s'agit d'ailleurs de personnes souvent peu mises en avant.
Le rôle du réalisateur artistique dans le processus de création d'un album est parfois comparé à celui du réalisateur dans la création d'un film.

## Histoire
Au début de l'histoire de la réalisation de musique, l'objectif était d'enregistrer fidèlement la performance d'un groupe de musique. Vers les années 1940, avec le développement de la technologie du son, les possibilités se sont multipliées (multipiste, overdub), et à partir des années 1960, la réalisation d'un disque est progressivement devenue un travail à la fois technique et créatif.
À la fin du XXe siècle, l'arrivée du matériel numérique plus abordable, puis le développement de la musique assistée par ordinateur ont progressivement démocratisé ce métier.

## Réalisateurs notables
Même si les réalisateurs sont généralement moins médiatisés que les interprètes, certains noms ont marqué l'histoire du disque en inventant une sonorité, ou en donnant l'impression d'être capable de transformer n'importe quelle chanson en tube.
Quelques exemples :
- Steve Albini ;
- Chris Blackwell ;
- Leonard Chess ;
- Dr. Dre ;
- Manfred Eicher ;
- Brian Eno ;
- Berry Gordy ;
- Glyn Johns ;
- Quincy Jones ;
- Steve Lillywhite ;
- Andrew Loog Oldham ;
- George Martin, qui est régulièrement mentionné comme étant le cinquième Beatles ;
- Max Martin ;
- Lee Scratch Perry ;
- Sam Phillips ;
- Rick Rubin ;
- Phil Spector, créateur du mur de son ;
- Jim Stewart ;
- Butch Vig ;
- Tony Visconti ;
- Jerry Wexler.